# إلبيو مارتينيز
إلبيو مارتينيز (بالإسبانية: Elvio Martínez)‏ (1 مايو 1982 بروساريو في الأرجنتين - ) هو لاعب كرة قدم أرجنتيني في مركز الوسط. لعب مع بولتيهنيكا تيميسوارا وتيرو فيديرال ونويفا شيكاجو ونيولز أولد بويز وComisión de Actividades Infantiles ‏ وسان مارتين دي توكومان ‏ وتاليريس كوردوبا وBoca Unidos ‏ وJuventud Antoniana ‏ وGimnasia y Esgrima de Concepción del Uruguay ‏ ونادي أتليتيكو ألدوسيفي.

## وصلات خارجية
- إلبيو مارتينيز على موقع إي إس بي إن إف سي (الإنجليزية)
- إلبيو مارتينيز على موقع قاعدة بيانات كرة القدم.إي يو (الإنجليزية)
- إلبيو مارتينيز على موقع Soccerway.com (الإنجليزية)
- إلبيو مارتينيز على موقع عالم كرة القدم.نت (الإنجليزية)